# CupcakKe
Elizabeth Eden Harris (Chicago, 31 de maio de 1997), conhecida artisticamente como CupcakKe, é uma rapper, cantora e compositora norte-americana.

## Início de vida
Harris nasceu em 31 de maio de 1997,  em Chicago, Illinois, e foi criado em King Drive , perto de Parkway Gardens. Sendo criado por uma mãe solteira, Harris passou quase quatro anos nos abrigos de Chicago a partir dos sete anos de idade.  Ela cresceu e estudou com outros rappers de Chicago, como Lil Reese e Chief Keef . Ela começou cedo na música e na poesia aos 10 anos de idade, por seu envolvimento em sua igreja local. Foi também lá que ela começou a se apresentar, nesse caso para seus pastores locais, recitando poesia sobre seu cristianismo e fé. 
Quando tinha 13 anos, conheceu um frequentador de igrejas que a incentivou a transformar a poesia em música rap e ficou apaixonada pela forma de arte. Ela cita 50 Cent, Lil 'Kim e Da Brat como influências iniciais em seu estilo musical. 

## Aposentadoria
Em setembro de 2019, Cupcakke abriu um live do Instagram afirmando: "Este show será o último vídeo que vocês verão de mim". Cupcakke anunciou sua aposentadoria e disse aos fãs que ela não lançaria mais músicas para o público. Ela também afirmou que removeria sua música de todas as plataformas de streaming.  Na mesma transmissão ao vivo, Cupcakke anunciou que cancelaria sua turnê The 10k Giveaway Tour, enquanto ela chorava explicando que estava "atrapalhando a juventude" com suas músicas atrevidas.  Ela declarou que ficou perturbada ao ver crianças em vídeos e jovens em seus shows cantando suas músicas explícitas e disse: "Quero ir para o céu depois disso. Não quero ir para o inferno".  Cupcakke também disse aos fãs que ela tem um "vício em jogo muito ruim" e que havia perdido 700 mil dólares em um casino em setembro de 2018.  As contas do Instagram e Twitter de Cupcakke foram excluídas depois que a transmissão terminou.

## Fim da aposentadoria
Em novembro de 2019, CupcakKe anunciou o fim de sua aposentadoria pelo Twitter, com um tweet dizendo "Jesus jejuou por 40 dias, e eu também. 16 de novembro" 
Anunciando um novo projeto, fãs especulam que seja um novo álbum, sendo assim o sexto disco da rapper.

## Vida pessoal
Em 8 de janeiro de 2019, Harris teria sido levada para um hospital em Chicago depois de twittar que ela iria se suicidar.  Em um tweet publicado no dia seguinte, Harris escreveu: "Estou lutando contra a depressão há muito tempo. Desculpem por ter feito isso ontem à noite, mas estou bem. Fui ao hospital e finalmente estou recebendo a ajuda que eu preciso para superar isso, ser feliz e oferecer boa música. Obrigado por todas as orações, mas por favor, não se preocupem comigo." 

## Discografia
| Título           | Detalhes                                                                                       | Posições do gráfico de pico | Posições do gráfico de pico | Posições do gráfico de pico |
| Título           | Detalhes                                                                                       | US Heat                     | US Indie                    | NZ Heat                     |
| ---------------- | ---------------------------------------------------------------------------------------------- | --------------------------- | --------------------------- | --------------------------- |
| Audacious        | - Lançamento: 14 de outubro de 2016 - Gravadora: Self-released - Formats: CD, download digital | —                           | —                           | —                           |
| Queen Elizabitch | - Lançamento: 31 de março de 2017 - Gravadora: Self-released - Formatos: CD, download digital  | —                           | —                           | —                           |
| Ephorize         | - Released: January 5, 2018 - Label: Self-released - Formats: CD, digital download             | 2                           | 18                          | 6                           |
| Eden             | - Lançamento: 9 de novembro de 2018 - Gravadora: Self-released - Formatos: Download digital    | —                           | —                           | —                           |

## Turnês
- The Marilyn Monhoe Tour (2017) [19]
- Queen Elizabitch Tour (2017)
- The Ephorize Tour (2018)
- The Eden Tour (2018–2019)
- The 10k Giveaway Tour (2019, cancelada)